# Haworthia fasciata

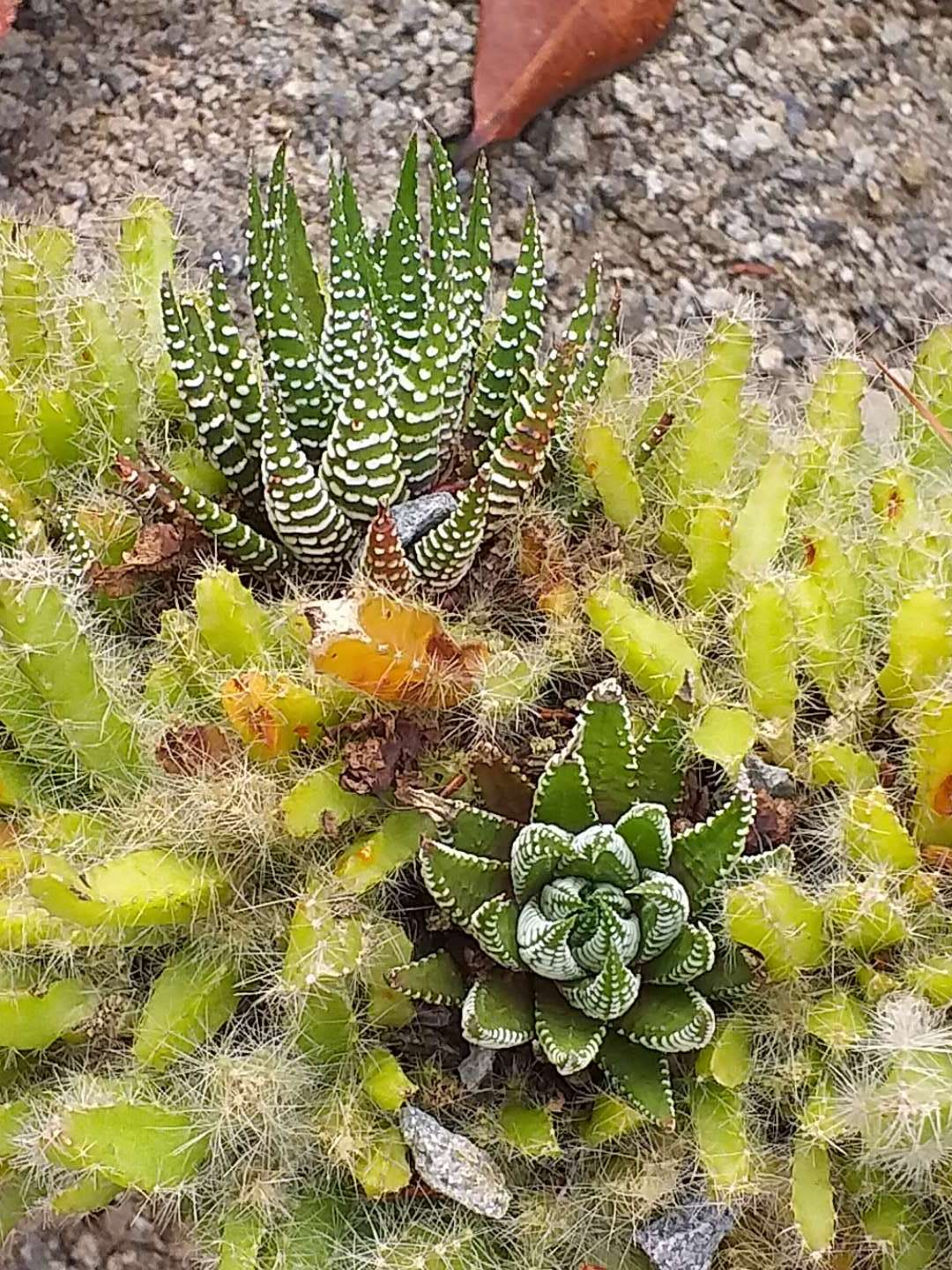
Haworthia fasciata

Haworthia fasciata är en grästrädsväxtart som först beskrevs av Carl Ludwig von Willdenow, och fick sitt nu gällande namn av Adrian Hardy Haworth. Haworthia fasciata ingår i släktet Haworthia och familjen grästrädsväxter. Inga underarter finns listade i Catalogue of Life.